# Vuelo 752 de Ukraine International Airlines
El vuelo 752 de Ukraine International Airlines fue un vuelo comercial derribado erróneamente por la defensa antiaérea iraní el 8 de enero de 2020 que partió del Aeropuerto Internacional Imán Jomeini en Teherán (Irán) con destino al Aeropuerto Internacional de Boryspil en Kiev (Ucrania) en el que murieron las 176 personas a bordo, convirtiéndolo en el desastre de aviación más mortífero en Irán desde el accidente de un Ilyushin Il-76 en 2003 y superando el vuelo 812 de Air India Express como el peor desastre relacionado con el Boeing 737 Next Generation y es el tercero más mortal que involucra la serie Boeing 737 después del vuelo 610 de Lion Air y el Vuelo 2216 de Jeju Air. El derribo fue la primera catástrofe de la aerolínea Ukraine International Airlines. Es el peor derribo de un avión desde el vuelo 17 de Malaysia Airlines en 2014.
La aeronave se estrelló entre las ciudades iraníes de Parand y Shahriar minutos después de despegar, sin que los cuerpos de rescate pudieran ubicar sobrevivientes. La prensa estatal iraní rápidamente adjudicó las causas del accidente a un fallo mecánico, sin ampliar en detalles. Posteriormente se afirmó que uno de los motores de la aeronave se incendió en pleno vuelo. Sin embargo el periódico jordano Al Hadah anunció que el avión fue derribado por un misil antiaéreo iraní, ya que el accidente ocurrió horas después de que Irán lanzara un ataque contra dos bases militares estadounidenses en Irak y que como resultado de ello la Administración Federal de Aviación de los Estados Unidos emitiera una orden de no sobrevolar el espacio aéreo de Irán, Irak, el Golfo Pérsico ni el Golfo de Omán.
El 9 de enero del 2020, funcionarios del Pentágono de los Estados Unidos afirmaron que el avión fue probablemente derribado por un misil Tor-M1 lanzado desde Irán, ya que instrumentos satelitales detectaron el lanzamiento de dos proyectiles seguido de una explosión. Horas después, el primer ministro de Canadá Justin Trudeau confirmó en conferencia de prensa que la inteligencia canadiense había determinado que el avión fue derribado por un misil iraní.
El 11 de enero del 2020, el gobierno de Irán reconoció que la aeronave fue derribada por un misil lanzado por la Fuerza Aeroespacial de los Cuerpos de la Guardia Revolucionaria Islámica y afirmó que se trató de "un error humano" después de identificarlo erróneamente como un misil de crucero estadounidense, por lo que expresó condolencias y disculpas a las familias de los fallecidos y a los países cuyos connacionales murieron en el ataque. Ese mismo día el general de brigada Amir Ali Hajizadeh afirmó asumir «la total responsabilidad por lo del avión».
Fue el desastre aéreo más grave de 2020.

## Antecedentes
El desastre ocurrió en medio de una crisis política intensificada en el Golfo Pérsico, cuatro horas después de que el ejército iraní lanzara ataques con misiles balísticos de represalia contra bases aéreas militares estadounidenses en Irak en respuesta al asesinato del general de división Qasem Soleimani por parte de Estados Unidos Estados Unidos amenazó previamente Irán e inicialmente se esperaba que tomara represalias por el ataque iraní.  Irán se encontraba en el máximo estado de alerta defensiva y, según el comandante de la Fuerza Aeroespacial del IRGC, Amir Ali Hajizadeh, estaba "totalmente preparado para una guerra en toda regla". 
El accidente se desarrolló dentro del contexto de otro incidente aéreo que involucró a Irán horas antes: el ataque con misiles a la base Aérea Al Asad, perpetrado por las fuerzas armadas iraníes contra un objetivo estadounidense. En consecuencia, las autoridades estadounidenses a través de la Administración Federal de Aviación (FAA), ordenaron la prohibición de todas las aerolíneas comerciales estadounidenses, sobrevolar por territorios del Golfo Pérsico, Irák e Irán.

## Avión

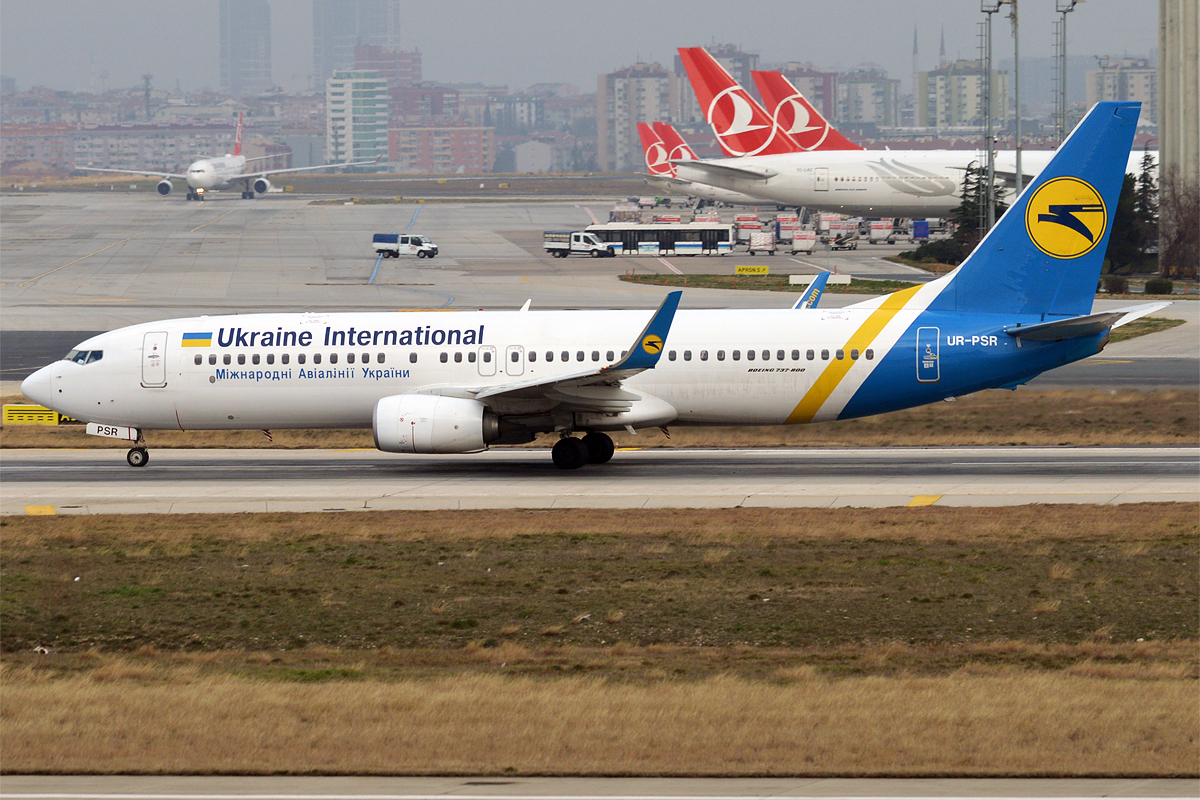
La aeronave accidentada, fotografiada el 5 de febrero de 2019.

La aeronave accidentada era un Boeing 737-800 Next Generation de cuatro años de antigüedad, operada por Ukraine International Airlines bajo la matrícula UR-PSR e impulsada por dos motores CFM56. Ukraine International Airlines no registraba accidentes previos y de acuerdo con su sitio web opera una flota de 35 aviones tipo Boeing y siete más tipo Embraer.

## Vuelo y accidente
El vuelo fue operado por Ukraine International Airlines, aerolínea de bandera y la aerolínea más grande de Ucrania, en un vuelo regular desde el Aeropuerto Internacional Imám Jomeiní de Teherán, la capital iraní, al Aeropuerto Internacional de Borýspil en la capital de Ucrania, Kiev. En el avión viajaban 176 personas, entre ellas 9 miembros de la tripulación y 15 niños. 
El vuelo programado PS 752 salió desde el Aeropuerto Internacional Imán Jomeini, en Teherán a las 05:15 a. m. del 8 de enero de 2020 hora local con destino al Aeropuerto Internacional de Boryspil, en Kiev, capital de Ucrania. Según el reporte de la agencia iraní Iranian Students News Agency, el accidente se produjo debido a fallas técnicas del avión a las 06:22 a. m. hora local iraní. Mientras que otros medios, como la agencia de prensa jordana Al-Hadath, reportaron la presencia de un misil iraní que interceptó la aeronave en pleno vuelo.
A través de la televisión estatal iraní, se informó que todos los que iban a bordo de la aeronave fallecieron al momento de la caída del avión, que se estrelló entre las localidades de Parand y Shahriar.

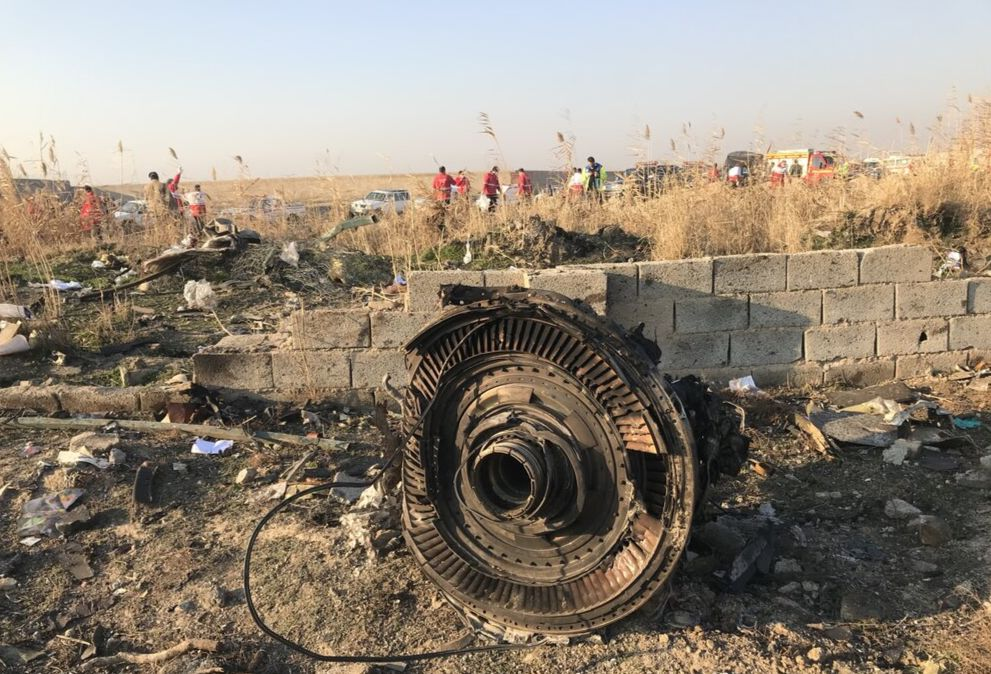
Restos del vuelo 752, con un disco de turbina de motor en primer plano.

De acuerdo con información publicada por Flightradar24 la aeronave dejó de transmitir información sobre su ubicación, altitud y velocidad a las 02:44 UTC (06:14 hora local), tres minutos después de despegar. El último registro ubicaba el avión volando a 2416 metros de altura y a una velocidad de 509 kilómetros por hora. La Iranian Students News Agency (ISNA) afirmó que la aeronave se estrelló por problemas técnicos, mientras que Al-Hadath, un medio de comunicación basado en Jordania aseguró que el avión fue derribado por un misil.
El corresponsal iraní de la BBC, Ali Hashem, publicó un vídeo que muestra el avión aparentemente en llamas antes de estrellarse y explotar. Al momento del accidente las condiciones del tiempo en la zona eran favorables, con vientos de 11 kilómetros por hora (6 nudos), buena visibilidad y una temperatura de -1 °C.
Los datos finales de ADS-B recibidos fueron a las 06:14:57, menos de tres minutos después de la salida, después de lo cual la trayectoria de la aeronave fue registrada únicamente por el radar primario.Sus últimos segundos quedaron captados en varias grabaciones de vídeo.   El avión se estrelló en un parque y campos en las afueras del pueblo de Khalajabad, 15 kilómetros (9,3 mi; 8,1 nmi) al noroeste del aeropuerto,  y a unos 10 millas (16,1 km) ENE del último ataque con misil, unos seis minutos después del despegue. No hubo víctimas en el terreno.
Poco después del accidente, llegaron los servicios de emergencia en 22 ambulancias, 4 autobuses ambulancia y un helicóptero, pero los intensos incendios impidieron un intento de rescate. Los restos quedaron esparcidos sobre una amplia zona y no se encontraron supervivientes en el lugar del accidente. La aeronave quedó completamente destruida tras el impacto.
Los 176 pasajeros y tripulantes murieron. Es el vuelo más mortífero en términos de muertes que involucran a la flota Boeing 737 Next Generation, y el segundo más mortífero de toda la familia Boeing 737 detrás del vuelo 610 de Lion Air.

## Pasajeros y tripulación

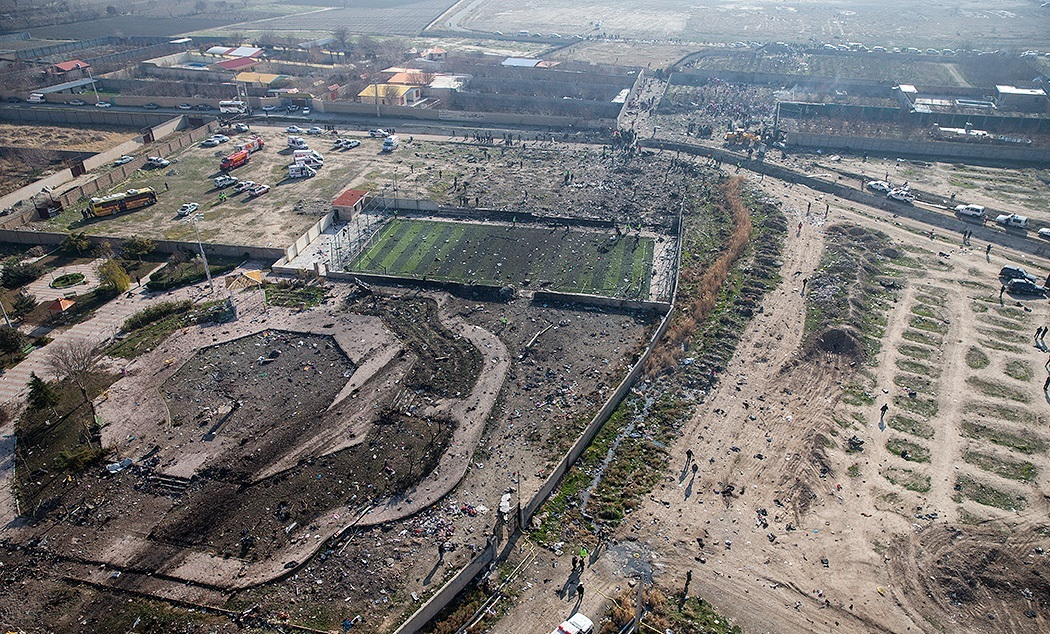
Zona del impacto.

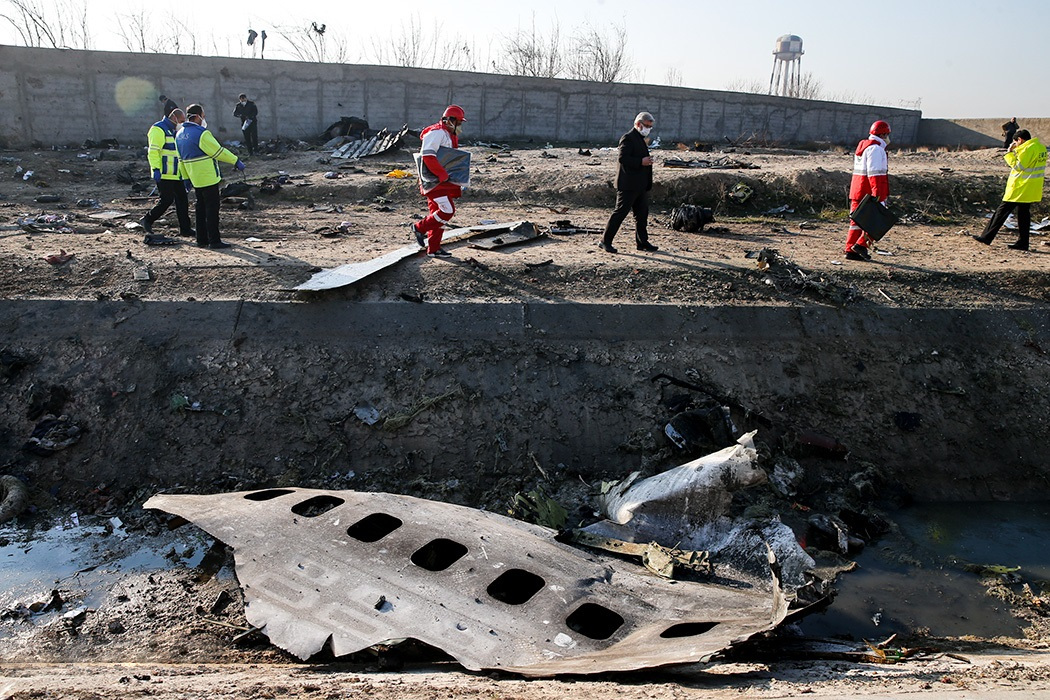
Restos del fuselaje.

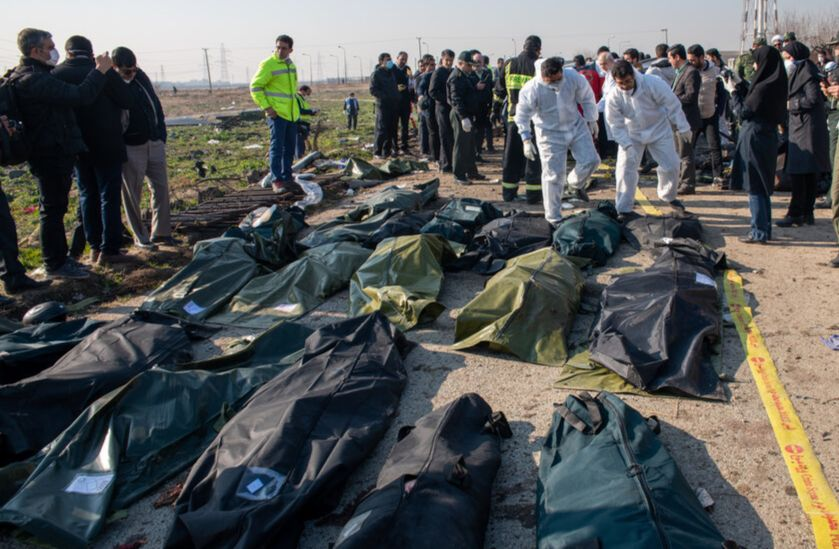
Recuperación de las víctimas del vuelo 752.

Dentro del reporte oficial de pasajeros y tripulación se reportaron 176 personas fallecidas, de los cuales 167 correspondían a pasajeros y 9 pertenecían a la tripulación. De sus nacionalidades, 82 eran iraníes, 63 canadienses, incluido el científico canadiense Forog Khadem, médico  inmunología, 11 ucranianos, 10 suecos, 4 afganos, 3 alemanes y 3 británicos.
Según el Ministro de Asuntos Exteriores de Ucrania, Vadim Pristaiko, y un manifiesto de vuelo publicado por la UIA,  de los 167 pasajeros, se confirmó que 82 eran ciudadanos iraníes, 63 eran canadienses, 3 eran británicos, 4 eran afganos, 10 eran suecos y 3 eran alemanes. A bordo también viajaban once ucranianos, nueve de ellos miembros de la tripulación.  El Ministerio de Asuntos Exteriores alemán negó que hubiera alemanes a bordo;  las tres personas en cuestión eran ciudadanos afganos que vivían en Alemania como solicitantes de asilo. Según la ley de nacionalidad iraní, el gobierno iraní considera que los ciudadanos con doble nacionalidad son ciudadanos únicamente iraníes.
De los 167 pasajeros, 138 viajaban a Canadá vía Ucrania.  Muchos de los canadienses iraníes estaban afiliados a universidades canadienses, como estudiantes o académicos que habían viajado a Irán durante las vacaciones de invierno. El accidente fue la mayor pérdida de vidas canadienses en la aviación desde el atentado con bomba en 1985 contra el vuelo 182 de Air India. El 15 de enero de 2020, el ministro de Transporte canadiense, Marc Garneau, dijo que 57 canadienses murieron en el accidente. 
Además de seis asistentes de vuelo, la tripulación estaba formada por el capitán Volodimír Gaponenko (11.600 horas en aviones Boeing 737, incluidas 5.500 horas como capitán), el piloto instructor Oleksiy Naumkin (12.000 horas en Boeing 737, incluidas 6.600 como capitán) y el primer oficial Serhiy Khomenko (7.600 horas en Boeing 737).

### Nacionalidad
| Fuente: AFP  | Fuente: AFP | Fuente: AFP | Fuente: AFP |
| Nacionalidad | Pasajeros   | Tripulación | Total       |
| ------------ | ----------- | ----------- | ----------- |
| Irán         | 82          | 0           | 82          |
| Canadá       | 63          | 0           | 63          |
| Ucrania      | 2           | 9           | 11          |
| Suecia       | 10          | 0           | 10          |
| Afganistán   | 4           | 0           | 4           |
| Reino Unido  | 3           | 0           | 3           |
| Alemania     | 3           | 0           | 3           |
| Total        | 167         | 9           | 176         |

## Investigación

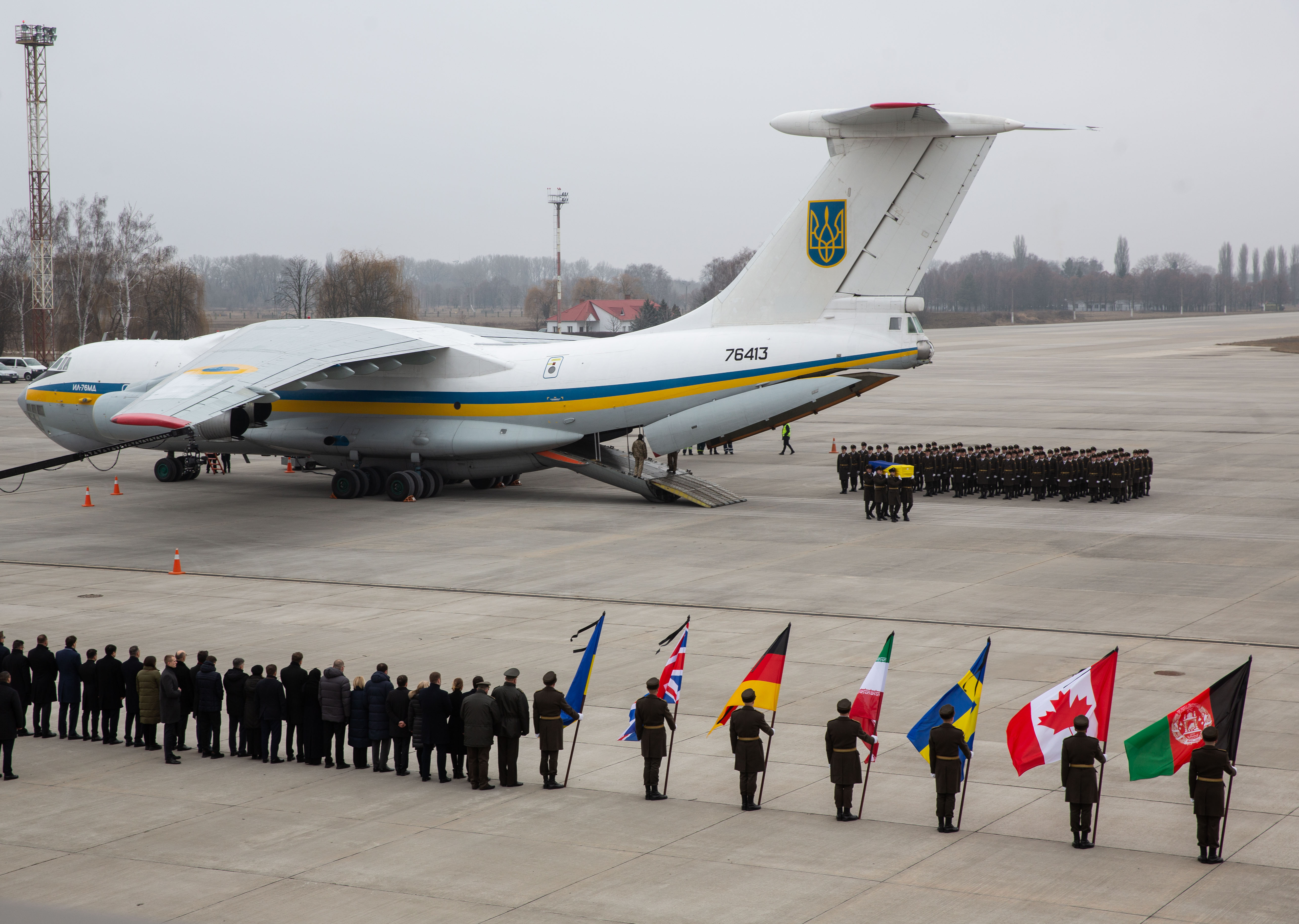
Conmemoración de las víctimas del accidente aéreo en Irán en el aeropuerto de Kiev Boryspil

El portavoz de la Organización de Aviación Civil de Irán (OACI), Reza Jafarzadeh, dijo el 8 de enero de 2020 que un equipo de investigadores había sido enviado al lugar del accidente. El jefe de la comisión de accidentes en la Organización de Aviación Civil de Irán dijo que no recibieron ningún mensaje de emergencia del avión antes del accidente. Se informó que las cajas negras de la aeronave (la grabadora de voz de la cabina y la grabadora de datos de vuelo) habían sido recuperadas, pero la OACI se había negado a entregar los dispositivos a Boeing. El portavoz Ali Abedzadeh dijo que no estaba claro a qué país se enviaría la caja, por lo que sus datos podrían ser analizados. Bajo las normas estándar de la Organización de Aviación Civil Internacional, la Junta Nacional de Seguridad en el Transporte de Estados Unidos participaría en la investigación, ya que representaban el estado del fabricante de la aeronave. La Oficina de Investigación y Análisis para la Seguridad de la Aviación Civil de Francia participaría como representantes del estado de fabricación de los motores de la aeronave y el Ministerio de Infraestructura de Ucrania participaría como representantes del estado en el que se registró la aeronave. Las tensiones actuales en Irán no se sabe cómo participarían estas organizaciones, aunque se informó que Irán había declarado que las autoridades estadounidenses, francesas y ucranianas estarían involucradas.
El 8 de enero de 2020, el gobierno ucraniano dijo que enviará expertos a Teherán para ayudar con la investigación. El presidente ucraniano, Volodímir Zelenski, ordenó al fiscal general ucraniano que abriera una investigación criminal sobre el accidente. La Embajada de Ucrania en Irán dijo que los detalles preliminares apuntaban a la falla del motor; También emitió una declaración que descarta el terrorismo, pero eliminó rápidamente la declaración. Más tarde, el mismo día, la Embajada de Ucrania en Irán dijo que todo era posible y se negó a descartar que el avión fuera alcanzado por un misil.
El Ministerio de Carreteras y Transporte de Irán dijo el 8 de enero de 2020 que el avión estalló en llamas después de que se inició un incendio en uno de sus motores, lo que provocó que el piloto perdiera el control y se estrellara en el suelo.

### Causa del accidente
El 9 de enero de 2020 funcionarios del Pentágono de los Estados Unidos sugirieron que el avión podría haber sido derribado accidentalmente por un misil Tor-M1, ya que instrumentos satelitales detectaron el lanzamiento de dos proyectiles, seguido de una explosión. Horas después el primer ministro de Canadá, Justin Trudeau declaró en conferencia de prensa que diferentes evidencias presentadas en informes de inteligencia también apuntaban al derribo del avión por un misil iraní, aunque avanzó la necesidad de una investigación exhaustiva para asegurarse «más allá de toda duda». Luego de los señalamientos, Irán anunció que permitiría a Boeing formar parte de la investigación.
El 11 de enero de 2020 el gobierno de Irán reconoció su responsabilidad en el derribo y afirmó que se trató de un error humano, por lo que el responsable sería llevado ante la justicia. En ese sentido el general de brigada de los Cuerpos de la Guardia Revolucionaria Islámica Amir Ali Hajizadeh asumió la responsabilidad de lo ocurrido en un comunicado oficial del militar.

## Reacciones
Ukraine International Airlines (UIA) suspendió indefinidamente los vuelos a Teherán poco después del incidente, y los vuelos posteriores al día del accidente ya no estaban disponibles.  La suspensión también cumplió con una prohibición emitida por la Administración Estatal de Aviación de Ucrania para vuelos en el espacio aéreo de Irán para todas las aeronaves registradas en Ucrania. Desde el accidente, otras aerolíneas, Air Astana y SCAT Airlines, también desviaron vuelos que sobrevolaron Irán.  Esto siguió a una recomendación del Ministerio de Industria y Desarrollo de Infraestructura de Kazajstán, emitida a las compañías aéreas kazajas después del accidente, para evitar volar sobre el espacio aéreo de Irán y/o cancelar vuelos a Irán. Air Canada desvió su vuelo Toronto-Dubai para sobrevolar Egipto y Arabia Saudita en lugar de Irak.

### En Irán
Después de días de negarlo, las autoridades iraníes admitieron que derribaron por error el avión de Ukranian International en un incidente que dejó 176 muertos el pasado 8 de enero provocando que miles de personas salieran a las calles en Irán para protestar contra la teocracia persa gobernante. Cientos de personas salieron a la calle durante varios días para protestar por lo que consideran un intento del Régimen teocrático iraní de ocultar la verdad sobre lo que pasó con el avión de Ukraine Airlines y aunque la policía negó haber disparado contra los manifestantes, diversos reportes y vídeos en redes sociales indican que varias personas resultaron heridas cuando las fuerzas de seguridad disolvieron las protestas Teherán.
El 17 de enero, el líder supremo iraní Alí Jamenei, en su primer sermón del viernes en ocho años, se refirió al incidente como un amargo accidente. Su sermón se produjo mientras aumentaba la ira pública contra el gobierno por su manejo del incidente.

#### Protestas
El 11 de enero, en respuesta a la admisión del gobierno, miles de manifestantes salieron a las calles de Teherán y otras ciudades iraníes como Isfahán, Shiraz, Hamadán y Urmía. Videoclips en Twitter mostraron a manifestantes en Teherán cantando "Muerte al dictador", en referencia al Líder Supremo Alí Jamenei.  En Teherán, cientos de manifestantes salieron a las calles para desahogar su ira contra los funcionarios, llamándolos mentirosos por haber negado el derribo. Las protestas tuvieron lugar frente a al menos dos universidades: estudiantes y manifestantes se reunieron en la Universidad Sharif, la Universidad Amirkabir y el paso elevado de Hafez en Teherán, inicialmente para rendir homenaje a las víctimas. Las protestas se tornaron furiosas por la noche. El presidente Trump tuiteó apoyo a las protestas. Los iraníes en duelo llamaron asesino a Qasem Soleimani y rompieron fotografías de él, destrozando la apariencia de solidaridad nacional que había seguido a su muerte. 

### Internacionales
- Ucrania: El Ministerio de Relaciones Exteriores de Ucrania confirmó el accidente citando la información oficial de la aerolínea, en el que declararon la presencia de al menos 160 pasajeros a bordo, 11 de ellos de nacionalidad ucraniana (la tripulación completa compuesta por 9 personas y dos pasajeros).[80]
- Reino Unido: La oficina del Primer Ministro urgió a una investigación "completa, creíble y transparente" tras los reportes de que la aeronave fue derribada por un misil.[81]
- Canadá: El primer ministro Justin Trudeau informó el 9 de enero en conferencia de prensa que la inteligencia canadiense había determinado que la aeronave fue derribada por un misil tierra-aire y exigió una investigación completa y transparente, donde fallecieron 63 ciudadanos de nacionalidad canadiense, el segundo más numeroso detrás de los iraníes[15]
- Estados Unidos: El presidente de Estados Unidos, Donald Trump, declaró a la prensa el 9 de enero que él, a nivel personal, no cree que haya sido una falla técnica del avión y que «algo terrible» debió haber ocurrido con la aeronave.[82]
- La Media Luna Roja Iraní lamentó el accidente y declaró desde un comienzo la nula posibilidad de encontrar sobrevivientes.[80]
- La empresa Boeing a través de su cuenta oficial en Twitter, expresó estar al tanto del accidente y de estar recopilando la mayor información acerca de lo ocurrido.[83]
- La Organización de Aviación Civil Internacional (OACI) se pronunció con un comunicado oficial sobre el reporte del accidente a la comunidad internacional del rubro, anunciando que serán observadores de la investigación para la elaboración de los informes correspondientes, siguiendo la política del Convenio de Chicago.[84]

## Convicción
En abril de 2023, Irán informó que 10 militares iraníes fueron sentenciados a penas de prisión por su participación en el derribo del avión ucraniano. El principal acusado, un comandante del sistema de defensa aérea, fue condenado a 10 años de prisión, la pena más alta, por haber faltado al respeto a las órdenes de sus superiores al derribar el avión con dos misiles. Los otros nueve soldados fueron condenados a penas que oscilan entre uno y tres años de prisión.
La justicia iraní no proporcionó detalles sobre la identidad de los condenados, que aún pueden apelar sus sentencias, entre ellos cuatro oficiales del sistema de defensa, un comandante de la base de defensa aérea y un oficial del centro de control.